# Альфред Заальвехтер
Альфред Заальвехтер (нім. Alfred Saalwächter; нар. 10 січня 1883, Нойзальц-на-Одері, Нижня Сілезія — пом. 6 грудня 1945, Москва) — німецький воєначальник часів Третього Рейху, генерал-адмірал Кригсмарине (1940). Кавалер Лицарського хреста Залізного хреста (1940).

## Біографія
Син директора фабрики. 10 квітня 1901 року вступив в Кайзерліхмаріне кадетом. Пройшов підготовку на крейсері «Мольтке» і навчальному кораблі «Герта». З 19 вересня 1905 року вахтовий офіцер на лінійному кораблі «Гессен». З 1 квітня 1906 року служив у 2-й дивізії міноносців. З 1 жовтня 1908 року — вахтовий офіцер на броненосному крейсері «Гнейзенау». З 1 жовтня 1909 року — прапор-лейтенант штабу 1-ї ескадри, 1 жовтня 1911 переведений в Адмірал-штаб віце-адмірала Гуго фон Поля.
Учасник Першої світової війни. З 1 квітня 1915 року прапор-лейтенант командування флотом (на флагмані, дредноуті «Фрідріх Великий»). 1 квітня 1916 року переведений в підводний флот. Після закінчення школи підводного флоту командував підводними човнами U-25 (1 липня — 30 вересня 1916) U-46 (1 жовтня 1916 — 2 березня 1917) і U-94 (3 березня 1917 — березень 1918). З березня 1918 року обіймав посаду офіцера Адмірал-штабу в штабі командувача підводним флотом. 
Після демобілізації армії залишений на флоті. У 1919-20 роках — 1-й ад'ютант штабу військово-морської станції «Нордзе». 17 березня 1920 року переведений в Управління особового складу Морського керівництва. 15 жовтня 1923 року призначений 1-м офіцером Адмірал-штабу в штабі командувача флотом; 4 січня 1926 року залишив пост. З 1 жовтня 1926 командир легкого крейсера «Амазон», з 28 вересня 1927 року — лінійного корабля «Сілезія». 15 жовтня 1928 року призначений начальником штабу флоту. З 29 вересня 1930 року — начальник Відділу морської оборони Морського керівництва. З 2 жовтня 1933 по 27 жовтня 1938 року обіймав посаду інспектора військово-морських навчальних закладів, одночасно в 1933-36 роках неодноразово виконував обов'язки інспектора торпедного озброєння. 28 жовтня 1938 року призначений начальником військово-морської станції «Нордзе» (зі штаб-квартирою в Вільгельмсгафені).
З 23 серпня 1939 по 20 вересня 1942 командувач групою ВМС «Захід», керував створенням групи, організацією її штабу. У 1939 році його штабу була доручена розробка операції «Везерюбунг». Формально був безпосереднім керівником ВМС під час проведення операції «Везерюбунг», однак керівництво операцією здійснювалося безпосередньо Верховним командуванням ВМС (ОКМ). У серпні 1940 року штаб-квартира Зальвехтера була передислокована з Сандвардена в Париж і Зальвехтеру доручено керівництво німецькими ВМС в Північній Атлантиці і в Ла-Манші. 21 вересня 1942 року відсторонений від посади і переведений в розпорядження головнокомандувача ВМС, а 30 листопада 1942 року звільнений у відставку.
11 липня 1945 року ув'язнений органами радянської контррозвідки. 17 жовтня 1945 радянський трибунал засудив Зальвехтера до смертної кари. Він був розстріляний стрілецькою взводом 6 грудня о Москві.

## Нагороди
Військова кар'єра
- 22 квітня 1902 — фенріх ВМС
- 29 серпня 1904 — лейтенант-цур-зее
- 30 березня 1906 — обер-лейтенант-цур-зее
- 10 квітня 1911 — капітан-лейтенант
- 21 січня 1920 — корветтен-капітан
- 1 жовтня 1925 — фрегаттен-капітан
- 1 січня 1928 — капітан-цур-зее
- 1 жовтня 1932 — контр-адмірал
- 1 квітня 1935 — віце-адмірал
- 1 червня 1937 — адмірал
- 1 січня 1940 — генерал-адмірал

- Срібна медаль Заслуг (Китай; 11 вересня 1904)
- Орден Корони Таїланду, лицарський хрест (1 листопада 1905)
- Орден Святої Анни 3-го ступеня (Російська імперія; 9 травня 1910)
- Орден Червоного орла 4-го класу з короною
  - орден (7 листопада 1912)
  - корона (1 серпня 1916)
- Орден Залізної Корони 3-го класу з військовою відзнакою
  - орден (12 травня 1914)
- Залізний хрест
  - 2-го класу (1 серпня 1916)
  - 1-го класу (14 лютого 1918)
- Ганзейський Хрест (Гамбург; 5 березня 1918)
- Королівський орден дому Гогенцоллернів, лицарський хрест з мечами (31 березня 1918)
- Хрест «За вислугу років» (Пруссія) (25 років)
- Нагрудний знак підводника (1 січня 1929)
- Почесний хрест ветерана війни з мечами
- Медаль «За вислугу років у Вермахті»
  - 4-го, 3-го, 2-го і 1-го класу (25 років; 2 жовтня 1936)
  - особливого класу (40 років; 1941)
- Застібка до Залізного хреста 2-го і 1-го класу
- Лицарський хрест Залізного хреста (9 травня 1940)
- Німецький хрест в золоті (14 грудня 1942)
- Почесний кинджал Крігсмаріне (грудень 1942)